# HD171184
HD171184 — хімічно пекулярна зоря спектрального класу A0, що має видиму зоряну величину в смузі V приблизно  8,0.
Вона  розташована на відстані близько 609,6 світлових років від Сонця.

## Фізичні характеристики
Телескоп Гіппаркос зареєстрував фотометричну змінність  даної зорі з періодом    2,80 доби в межах від  Hmin= 8,01 до  Hmax= 7,92.

## Пекулярний хімічний склад
Зоряна атмосфера HD171184 має підвищений вміст 
Si
.